# 奥罗凯瓦人
奧羅凱瓦人:359（奥罗凯瓦语：Orokaiva），或譯歐羅開巴人:53，是巴布亞新幾內亞的原住民族，分布於北部省中部。奧羅凱瓦語屬於百南達語族，其下又分「河人(Umo-ke)」、「鹹水人(Eva-Embo)」、「島嶼人(Pereho)」三族群。

## 分布
奧羅凱瓦人主要分布在北部省，南臨欧文·斯坦利岭、西臨德屬新幾內亞、南臨水文學者環。

## 經濟
奧羅凱瓦人的生產方式為農業和畜牧業，以紅薯和豬為主食。